# Mario René Berríos
Mario René Berríos Castillo (Tela, Atlántida, Honduras, 29 de mayo de 1982) es un exfutbolista hondureño. Jugaba de mediocampista y toda su carrera la desarrolló en el Club Deportivo Marathón, donde es considerado un ídolo histórico. Actualmente es director deportivo de ese club.

## Biografía
En el hospital regional de Tela Atlántida, la noche del martes 29 de enero de 1982 Olga tuvo a Mario. Al nacer no lloraba, estaba con cuadros de asfixia porque debía de haber nacido unas 12 horas atrás, el parto fue un poco complicado y ella pensó lo peor. Es hijo de Olga Castillo y Policarpo Berríos.

## Trayectoria
Mario Berríos debutó como jugador profesional de fútbol en el Club Deportivo Marathón, debutó el 12 de junio de 2000 bajo el mando de José de la Paz Herrera.A lo largo de los años fue jugando únicamente en el Marathón, fue titular y capitán del club hasta su retiro en 2017.
Berríos participaría en la obtención de 6 ligas nacionales, además de una copa. Es recordado por su gol de tiro libre al ocaso del partido en la final contra el clásico Real España.

## Clubes
| Club     | País     | Año         | Partidos | Goles |
| -------- | -------- | ----------- | -------- | ----- |
| Marathón | Honduras | 2000 - 2017 | 474      | 40    |

## Palmarés
| Competición Nacional          | Títulos                                                                                  |
| ----------------------------- | ---------------------------------------------------------------------------------------- |
| Liga Nacional de Honduras (6) | Clausura 2002, Clausura 2003, Apertura 2004, Apertura 2007, Apertura 2008, Apertura 2009 |
| Copa de Honduras (1)          | 2017.                                                                                    |